# Karategi
Karategi (japonsko 空手着 ali 空手衣), imenovan tudi keikogi ali dogi, je uradno japonsko ime za tradicionalno uniformo, ki se uporablja za vadbo karateja in tekmovanja.

## Značilnosti
Karategi je nekoliko podoben judogiju, saj ima skupen izvor; vendar sta material in kroj uniforme na splošno veliko lažji in ohlapnejši.
Karategi je sestavljen iz treh kosov oblačil:
- »uvagi« (jap.) - zgornji del, suknjič
- »zubon« (jap.) - hlače
- »obi« (jap.) - pas

### Tkanina
Tkanina, iz katere je karategi krojen je večinoma beljeno bombažno platno, od 90. let naprej tudi blago iz mešanice bombaža, poliestra in drugih umetnih vlaken. Teža bombažnega platna, pogosto izražena kot oz, tj. v unčah na površino kvadratnega jarda, je različna, vendar so tudi najtežji karategiji po navadi lažji od lažjih judogijev. Celoten karategi iz bombaža lahko, v najtežji izvedbi, tehta tudi več kot 2000 gramov. Izbira prave teže je odločitev karateista samega; tem lažje je platno, tanjše je, manj trpežno, bolj udobno je pri gibanju in v vročem okolju, a lahko veže manj vlage, zato se hitreje zasiči s potom in se hitro začne lepiti na kožo. Težje platno je po drugi strani debelejše, trpežnejše, manj udobno pri gibanju, a veže več vlage, zelo počasi se zasiči s potom in se zato ne lepi na kožo tako hitro, zato je tudi bolj zračno od lažje tkanine, saj kljub debelini ni oprijeta ob telo. Večina karateistov uporablja lažje karategije na tekmovanjih in v vročem poletju, za redno vadbo preostali del leta pa, razen začetnikov, večina izbere težje karategije. Oblačila, narejena iz kvalitetnih mešanic bombaža in umetnih vlaken, lahko združujejo majhno težo in udobje z veliko zračnostjo, hitrim odvajanjem znoja in trpežnostjo.
Bombažno platno se, razen, če je predhodno obdelano, ob pranju skrči, po navadi za 5 - 8 odstotkov. Zato, razen če je kroj karategija zelo širok ali prilagojen na krčenje, večina izkušenih karateistov kupi večjo številko oblačil in jih nato s pranjem skrči na ustrezno velikost. Oblačila iz mešanic težav s krčenjem po navadi nimajo.

### Barva
Barva je običajno snežno-bela, zaradi tradicije je tudi najbolj razširjena, vendar se je z razvojem slogov karateja pojavilo tudi predpisovanje drugih barv, predvsem črne in temno-modre, če ne celotnega karategija, pa vsaj barva hlač ali suknje. Mnogo klubov, predvsem v ZDA, svojim članom barv ne predpisuje, tako, da so možne tudi rdeča, zelena, vijolična, pa tudi druge barve oblačil. Barva pasu je vezana ne sistem stopenj, kju in dan, v določenem slogu karateja. Izvorno je bil karategi naravne, umazano-bele barve, saj bombažno platno ni bilo vedno beljeno.

### Kroj
Kroj sledi obliki judogija. Šivi so močni, a šibkejši kot pri judogiju. Hlače so krojene precej običajno, hlačnice so široke, v razkoraku imajo všit dodaten širši kos blaga, ki omogoča neovirano gibanje nog in preprečuje raztrganje. Hlače imajo v pasu po navadi vpeljano vrvico na poteg, ki hlače drži okoli pasu. Suknja je tako dolga, da prekriva boke in zgornji del hlač, krojena je z dvema spredaj prekrivajočima se deloma, ki skupaj z zadnjim delom in zavezanim pasom dajejo vtis kratkega krila.
Glede dolžine rokavov in hlačnic sta se v zadnjem desetletju oblikovala dva kroja - tisti z dolžino, ki presega 3/4 dolžine podlakti in goleni, t. i. »tradicionalni« oz. »evropski« in tisti, ki 3/4 dolžine podlakti in goleni le dosega, t. i. »turnirski« oz. »japonski«. Izbira je po navadi stvar osebnega okusa.

## Proizvodnja
Izvorno so karate na Okinavi zaradi vlažnega in vročega podnebja, vadili le v običajnih bombažnih hlačah, ob ohladitvi pa so nadeli suknjiče; šele s širitvijo na Japonsko in srečanjem z judom se je oblikoval tak karategi, kot ga poznamo danes. Po drugi svetovni vojni je proizvodnja teh posebnih športnih oblačil potekala le na Okinavi in na Japonskem, pionirja v tej industriji sta bili blagovni znamki Shureido z Okinave in Tokaido. Z razvojem in širitvijo karateja po svetu so vzniknile mnoge druge blagovne znamke, razvila se je močna industrija oblačil in pripomočkov za borilne veščine, cene so se dvignile. Proizvajalci ponujajo veliko število različnih modelov, ki se ločijo po uporabljeni tkanini, kroju in kvaliteti izdelave. Prestiž (predvsem zaradi visokih cen in izvora) in najvišjo kvaliteto ohranjajo japonske blagovne znamke, npr. Shureido, Tokaido, Hirota, Shobu, Toyo, znane pa so tudi nejaponske, predvsem evropske znamke, kot npr. Kamikaze Kaiten, Adidas, Hayashi, Danrho, Kwon, Matsuru. Poleg omenjenih je na trgu prisotnih ogromno število drugih bolj ali manj znanih proizvajalcev, mnogo pa je tudi ponarejevalcev znanih, predvsem prestižnih japonskih blagovnih znamk. Tako je danes v ZDA in Evropi veliko lažje dobiti odličen ponaredek prestižnega karategija japonske znamke Tokaido, ki ni nujno veliko slabše kvalitete za podobno ceno, kot pa prestižni japonski izvirnik. 

## Zanimivosti
Mnogi karateisti po svetu svoja oblačila, predvsem pasove, ki označujejo njihovo doseženo stopnjo znanja, zelo cenijo, pogosto s pridihom fetišizma in misticizma, še toliko bolj, če so japonskega izvora. Tako so vzniknile številne zgodbe in prigode o pasovih in oblačilih, ki se jih ne sme oprati, saj umazanija in madeži znoja in krvi označujejo našo predanost veščini, o pasovih, ki se nikoli ne smejo dotakniti tal, itd., ki so jih mnogi vzeli dobesedno. Za dolgoletnega karateista ima oblačilo morda simbolni pomen, predvsem v smislu spominov na pretekla leta, a navsezadnje se zaveda, da je le športni rekvizit, ki ga je treba oprati, ko je umazan in zamenjati, ko je izrabljen, in ne veščina sama.